# Station Aston
Aston is een station van National Rail in Aston, Birmingham in Engeland. Het station is eigendom van Network Rail en wordt beheerd door West Midland Trains.